# Tiszaörs
Tiszaörs község Jász-Nagykun-Szolnok vármegye Tiszafüredi járásában.

## Fekvése
Tiszafüredtől 14 km-re délkeletre helyezkedik el.
A közvetlenül határos települések: északkelet felől Kócsújfalu (Tiszafüred különálló városrésze), kelet felől Nagyiván, dél felől Kunmadaras, nyugat felől Tiszaszentimre, északnyugat felől pedig Tiszaigar.

### Megközelítése
Legfontosabb közúti megközelítési útvonala a 34-es főút, mely keresztülhalad a központján is; Nagyivánnal (és azon keresztül Kócsújfaluval) a 3402-es út köti össze; különálló, Fürdőtelep nevű községrészére a 34-esből kiágazó 34 107-es számú mellékút vezet.
Vasútvonal nem érinti.

## Története
A régészeti leletek tanúsága szerint a magyarok már a honfoglalás korában megszállták Tiszaörs környékét, s ott tartósan meg is telepedtek. Az itt letelepedett honfoglalók szórványos és kevert szláv, avar és bolgár népességet találtak. Az idetelepült magyarság törzsi hovatartozását nem lehet egyértelműen meghatározni. Egyes történészeink (Györffy György) és régészeink (Szabó János Győző) feltételezik, hogy a mai Szolnok megye tiszántúli része, a 9-10. században az Árpádok (esetleg Árpád törzsének) uralmi körzetéhez tartozott. Az Örs elnevezés a hét honfoglaló magyar törzzsel együtt beköltözött, és a magyarok katonai segédnépeként ismert három kabar törzs egyikét jelölte.
Először 1292-ben említették a falut, amikor Örsi Imre - akinek utóda nem volt - az egri püspökségre hagyományozta. Közigazgatásilag ekkor Heves vármegyéhez tartozott. Egy 1472-es oklevél a két szomszédos településsel, Tiszaigarral és Nagyivánnal együtt említette. 1494-ben az egri püspökség számadáskönyvében fordult elő, 1551-ben népes falu 27 portájával szerepel az egri püspöki urbáriumban.
Az 1570-es években elpusztult, majd a 18. században soros falukialakítással, már korszerűbb építési anyagokból, egységes stílusban épült újjá. A nagy telkek, az utcás, soros elrendezés szinte kínálta a lehetőséget az azonos telekelrendezéshez, s az egységes stílusú házhomlokzatokhoz. 1876-ban Heves vármegye tiszafüredi járásához nyert besorolást, ahová 1950-ig tartozott, ekkor Szolnok megyéhez csatolták.
1902-ben megalakult a Tiszaörsi Népkör, a szocialista agitáció folyamán. 1932-ben bevezették a községbe a villanyt, a teljes villamosítás azonban csak 1961-1965 között következett be.
Az 1930-as évek elején, az alföldi szénhidrogén-kutatás során a község határában 54 fokos ivásra is alkalmas gyógyvizet találtak, melyre 1935-ben egy közfürdőt fejlesztettek ki, majd üdülőtelepet építettek. 1945-ben a földosztás idején 381 fő volt az igénylők száma, melyből 260 fő kapott földet. 1947. november 30-ig 592 személy részére összesen 2757 kh földet osztottak ki.
1950. február 8-án alakult meg az Új Élet Termelőszövetkezet 96 kh földterületen, 22 fővel. A tanács 1950. október 26-án alakult meg Tiszaörsön, a tanácstagok száma 51 fő, a póttagoké 24 fő volt.
1971. január 1-jétől Tiszaörs-Tiszaigar települések közös közigazgatási egységgé váltak, majd 1977. április 1-jétől Nagyiván település is csatlakozott. Később ezt követte az általános iskolák átszervezése, mely során Tiszaigar, Nagyiván, Tiszaörs iskoláit Tiszaörs székhellyel Körzeti Általános Iskolává szervezték át. 1991. december 1-jétől a társközségek ismét önálló közigazgatást kaptak, így a közös tanács megszűnt.

## Közélete

### Polgármesterei
- 1990–1994: Bordás Imre (független)[3]
- 1994–1998: Zám Györgyné (független)[4]
- 1998–2002: Zám Györgyné (független)[5]
- 2002–2006: Zám Györgyné (független)[6]
- 2006–2010: Hatta József (független)[7]
- 2010–2014: Bodonné Gyöngy Erika (független)[8]
- 2014–2019: Bodonné Gyöngy Erika (független)[9]
- 2019–2024: Bodonné Gyöngy Erika (Fidesz-KDNP)[10]
- 2024– : Bacsa Sándor (független)[1]

## Népesség
A település népességének változása:
| Lakosok száma | 1387 | 1382 | 1378 | 1340 | 1256 | 1263 | 1241 |
|               | 2013 | 2014 | 2017 | 2021 | 2022 | 2023 | 2024 |

2001-ben a település lakosságának 98%-a magyar, 2%-a cigány nemzetiségűnek vallotta magát.
A 2011-es népszámlálás során a lakosok 84,6%-a magyarnak, 4,7% cigánynak, 1,3% németnek, 0,5% románnak mondta magát (14,9% nem nyilatkozott; a kettős identitások miatt a végösszeg nagyobb lehet 100%-nál). A vallási megoszlás a következő volt: római katolikus 49,1%, református 7,9%, evangélikus 0,5%, felekezeten kívüli 18,5% (22,2% nem nyilatkozott).
2022-ben a lakosság 90,6%-a vallotta magát magyarnak, 7,4% cigánynak, 1,3% németnek, 0,5% románnak, 0,1-0,1% horvátnak és görögnek, 1,8% egyéb, nem hazai nemzetiségűnek (8% nem nyilatkozott; a kettős identitások miatt a végösszeg nagyobb lehet 100%-nál). Vallásuk szerint 34,6% volt római katolikus, 7,1% református, 0,2% görög katolikus, 0,1% izraelita, 0,1% evangélikus, 0,1% ortodox, 1,8% egyéb keresztény, 1,9% egyéb katolikus, 22,6% felekezeten kívüli (31,3% nem válaszolt).

## Nevezetességei
- Római katolikus templom: 1783-ban Eszterházy Károly egri püspök közreműködésével épült Tiszaörs központjában, az egykori középkori templom helyén. Késő barokk stílusú, ezért illeszkedik az akkori időszak építészeti irányzatához. Oltárképét Zirkler János egri festő készítette, 1786-ban. Búcsúünnepe július első vasárnapja, Sarlós Boldogasszony ünnepe.
- Temetőkápolna: 1880-ban Kanizsay Károly apátplébános saját költségén építtette a falu déli oldalán található kunhalmon. A kápolnához vezető úton családok bevonásával készült el a 14 stáció, melyeket mai is helyi katolikus családok gondoznak. A körülötte lévő temető 1970-ben bezárásra került. A temetőben forgatták az Árvácska című film jelenetét. A kápolna és környéke rendkívül népszerű a filmforgatás világában.
- Tiszaörs - Fürdő: 1930-as évek elején, az alföldi szénhidrogén-kutatás során a község határában 54 fokos, ivásra is alkalmas gyógyvizet találtak, melyre 1935-ben egy közfürdőt fejlesztettek ki, majd üdülőtelepet építettek. 2006-ban vizét gyógyvízzé minősítették, mely ízületi, mozgásszervi, nőgyógyászati megbetegedésekre, problémákra javasolt, de ívókúraként is használható.
- Tiszaörs - Lovasfarm: egész évben pihenést nyújt a látogatóknak, szálláshelyekkel, étteremmel valamint pihenési, szórakozási, sportolási lehetőségeket biztosít, lovaglás, vadászat, söröző, konferenciaterem, grillezés, háziállatok megtekintése stb.

## Kulturális események
- Fut a Falu: Minden év júniusának első hétvégéjén kerül megrendezésre
- Tiszaörsi Veterán, Különleges Járművek Találkozója és Gasztronómiai Fesztivál

## Külső hivatkozások
- Tiszaörs az utazom.com honlapján
- http://www.tiszaors.hu/
- http://www.tiszaorsfurdo.sokoldal.hu/ Archiválva 2010. február 23-i dátummal a Wayback Machine-ben